# Kafr Qasim
Kafr Qasim (tiếng Hebrew: כפר קאסם, tiếng Ả Rập: كفر قاسم còn được gọi là Kafr Qassem, Kufur Kassem, Kfar Kassem và Kafar Kassem)) là một thành phố Israel. Thành phố thuộc quận Trung. Thành phố có diện tích 8,745 km2, dân số năm 2009 là 18.800 người.
Kafr Qasim là một thành phố người Ả Rập ở Israel trên đỉnh đồi nằm khoảng hai mươi km về phía đông của Tel Aviv, gần tuyến xanh tách Israel và Bờ Tây, trên phần phía nam của "Tam giác nhỏ" của thị trấn và làng mạc Ả Rập và Israel. Thị trấn trở nên nổi tiếng với vụ thảm sát Kafr Qasim, trong đó cảnh sát biên giới của Israel giết chết 48 dân thường vào ngày 29 tháng 10 năm 1956. Ngày 12 tháng 2 năm 2008, Bộ trưởng Bộ Nội vụ Israel tuyên bố Kafr Qasim một thành phố trong một buổi lễ được tổ chức tại đây.

## Lịch sử
Khu vực này có dân cư trong thời cổ đại, với di tích khảo cổ học có niên đại thời La Mã. Thành phố hiện đại được thành lập vào thế kỷ 17 bởi các cư dân của các cư dân ngôi làng Mes'ha gần đó. Năm 1917, trong thế chiến I, Kafr Qasim (cùng với phần còn lại của khu vực) đã bị quân đội Anh chiếm từ Đế quốc Ottoman và sau đó được đặt dưới quyền quản lý của ủy trị Palestine thuộc Anh. Kafr Qasim được biết đến như ngôi làng nơi mà những tiến bộ quân sự Israel đã dừng lại ở phần trung tâm của Palestine trong cuộc chiến tranh Ả Rập-Israel 1948. Năm 1949, Israel sáp nhập thị trấn phù hợp với các hiệp định đình chiến, kết thúc chiến tranh.
Kafr Qasim trở nên nổi tiếng vì vụ thảm sát đã được cam kết bởi các cảnh sát biên giới Israel (MAGAV) vào ngày 29 tháng 10 năm 1956, trong đó 49 dân thường đã bị bắn chết. Vụ thảm sát này vẫn còn là một vết thương giữa dân làng và phần còn lại của xã hội Israel. Năm 1959, thị trấn đã được cấp tư cách hội đồng địa phương bởi Bộ Nội vụ Israel.
Trong những năm gần đây, thị trấn được biết đến như là nơi Sheikh Abdullah Nimar Darwish bắt đầu Phong trào Hồi giáo. 

## Dân cư
Theo Cục Thống kê Trung ương Israel, thành phố có 18.100 cư dân chủ yếu là người Hồi giáo vào cuối năm 2007. Có 936 phụ nữ cho mỗi 1.000 nam giới. Dân số tăng với tốc độ hàng năm là 2,7%.
Các xếp hạng kinh tế - xã hội của thành phố là tương đối thấp (3 trong số 10). Chỉ có 50,2% học sinh lớp 12 đã đủ điều kiện để tốt nghiệp (Bagrut) giấy chứng nhận vào năm 2000. Lương bình quân tháng trong năm 2000 là 3.633 NIS, so với mức trung bình quốc gia của 6835 NIS vào thời điểm đó.